# Madeleine Fournier-Sarlovèze
Madeleine Fournier-Sarlovèze, nascuda Madeleine La Perche (Senlis, Oise, 14 d'agost de 1873 - Compiègne, Oise, 2 d'octubre de 1962) va ser una jugadora de golf francesa que va competir a cavall del segle xix i el segle xx. Era la muller el jugador de polo Robert Fournier-Sarlovèze. El 1900 va prendre part en els Jocs Olímpics de París, on va disputar la prova individual femenina de golf, que finalitzà en sisena posició.